# Andrew Geddes Bain

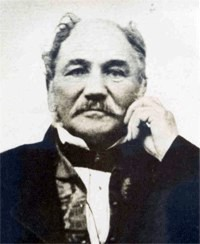
Andrew Geddes Bain

Andrew Geddes Bain (getauft 11. Juni 1797 in Thurso; † 20. Oktober 1864 in Kapstadt) war ein britischer Geologe schottischer Abstammung. Er gilt als „Vater“ der Geologie Südafrikas.

## Leben
Im Jahre 1820 siedelte Bain in die Kapkolonie über und begann in Graaf Reinet eine berufliche Tätigkeit als Sattler. Im Sechsten Grenzkrieg zwischen den britischen Kolonialtruppen und den Xhosa-Kriegern, von 1833 bis 1834, befehligte er ein Bataillon. Dabei fielen seine ingenieurtechnischen Fähigkeiten auf. Daraufhin trat er seinen Dienst als Assistenzingenieur bei den Royal Engineers an, die sich mit dem Bau von Militärstraßen in der Kapkolonie befassten. Sein erstes Projekt führte ihn im Jahr 1837 zum Bau der Queens Road, zwischen Grahamstown und Fort Beaufort über den Ecca-Pass. Dabei entdeckte Bain bei den Geländearbeiten in den vom Straßenbau betroffenen Gesteinsschichten fossile Reste von kleinen Reptilien und versteinerten Hölzern, wodurch sich sein Interesse an paläontologischen Erkundungen entwickelte. Dabei gelang ihm 1845 zusammen mit William Guybon Atherstone auch der Fund eines bedeutenden Reptilienrelikts. Das war der erste Saurierfund (Paranthodon africanus) in Südafrika.
Bekannt wurde Bain auch durch die Entdeckung erster Dicynodontia-Versteinerungen im Jahre 1838 auf dem Gelände der Farm Mildenhall südlich von Fort Beaufort. Es handelt sich um säugetierähnliche Reptilien, die in den Ablagerungen des Karoo-Beckens vorkommen. Zur Anerkennung seiner Verdienste benannte man später einen Vertreter dieser Reptiliengruppe mit der Bezeichnung Dicynodon bainii. Dieser Fund ist auch als Blinkwater Monster bekannt geworden.
Ferner erkundete er 1846 die Region der Limiet-Berge im Westkap und unter seiner Leitung begannen dort 1849 die Bauarbeiten an einer Passstraße in Richtung Norden, die 1853 abgeschlossen wurden. Dieser etwa 30 Kilometer lange Abschnitt der heutigen Regionalstraße R303 befindet sich zwischen Wellington und Ceres.
Seine Arbeiten auf dem Gebiet der Versteinerungen brachten ihm den Ruf ein, der Begründer der paläontologischen Forschung in Südafrika zu sein. Von Bain stammt die erste, 1852 herausgegebene, umfassende geologische Karte von Südafrika (Geological map of South Africa). Im Jahre 1855 beschreibt Bain die Geologie von Südafrika in der Zeitschrift der Geological Society of London.
Im British Museum wird eine 1846 handschriftlich verfasste Auflistung Bains von südafrikanischen Fossilien, bestehend aus 31 Tafeln, aufbewahrt. Ein Teil seines Nachlasses befindet sich im Archiv der Witwatersrand-Universität von Johannesburg.
Bain heiratete 1818 Maria Elizabeth von Backstrom. Aus der gemeinsamen Ehe gingen sieben Kinder hervor. Überlieferte Namen von Kindern sind Thomas Charles John Bain (1830–1893), Agnes Elizabeth Catherine Maria Bain und Jane Geddes Bain.